# 香港國際馬匹拍賣會
香港國際馬匹拍賣會，是香港唯一拍賣純種馬的拍賣會，由香港賽馬會舉辦，曾被譽為香港經濟寒暑表，自1995年起開始舉行，直至2009年為止每年在香港國際賽事舉行前一天舉行。每匹拍賣馬匹的進口類別會列明為「國際拍賣會新馬」，與自購新馬有所差異，英文簡稱ISG。
最近一次香港國際馬匹拍賣會已於2024年3月7日（星期五）於沙田馬場舉行，共出售15匹馬。

## 歷史
1995年首次在香港會議展覽中心（會展）舉行，名為香港國際精進拍賣會，取代曾一度取消的配售新馬制度，然後每年均在會展舉行。2004年隨沙田馬場新的馬匹亮相圈落成，成為了新的拍賣場地，並公開給公眾參觀，拍賣舉行日期為香港國際賽事舉行前的星期六。2007年因應澳洲在8月爆發的馬匹流感，首次將拍賣會分為兩次進行，第二次在2008年3月舉行。為了使新馬更有準備，2010年的拍賣會將延遲在2011年3月舉行。2012-13年馬季重新在12月舉行，並分為兩個部份，分別在香港國際賽事及香港打吡大賽前一天舉行。自2014-15年開始，香港國際馬匹拍賣會只於香港打吡大賽前兩天舉行（如無海外轉播賽則會在前一天舉行）。2018年再次將拍賣會拆分兩部份，第一部份（3月）維持在香港打吡大賽前兩天舉行，第二部份（6月）則在6月中旬舉行。

## 拍賣馬匹條件及限制
拍賣馬是來自世界各地，包括澳洲、紐西蘭、英國、法國、德國、美國等。香港賽馬會在世界各地周歲馬拍賣會競投馬匹，並於當地設有專員競投，拍賣後通常留在當地訓練，在兩歲時會運到香港，競投前一星期在馬場作出走勢示範，競投的馬匹可在該季的新馬賽出戰。由於香港賽馬會近年推遲新馬賽舉行，因此出現不少南半球三歲馬讓馬主競投。
如果期間馬會出現瑕疵，馬會會將有關馬匹從拍賣列表移除。但如果馬匹的風險是可以符合購買「喪失競賽能力保險的資格」，馬匹仍可繼續競投，如12個月內相關部份出現毛病被迫退役的話，將賠償給買家成交價的百分之七十五。另外，如果當年未能參與競投的馬匹狀況有改善，可透過投標方式，或安排於翌年的拍賣會出售。
與外國拍賣會不同，現時此拍賣會只容許香港賽馬會會員並擁有馬匹進口許可証的成員参與，因此幾乎所有拍賣成功的馬匹皆會留港成為現役馬，歷屆中只有港澳豪情是唯一從此拍賣會購入後而改往澳門服役的馬匹。
香港賽馬會購入拍賣馬匹以一匹可以耐戰數十場競賽馬匹為主，並非以成為當地打吡冠軍以及退役後成為種馬作考慮。因此絕大部份的拍賣馬匹，已經在參加香港國際馬匹拍賣會前接受閹割手術，以適應香港賽馬環境

## 香港國際馬匹拍賣馬挑戰賽
2006-07年馬季增設的賽事，只限該年度的香港國際馬匹拍賣會馬匹參與，總共舉行四場比賽，並跨馬季進行，獎金等同第一班比賽，全部在沙田馬場舉行。四場賽事分別為拍賣馬六月挑戰賽（2007年舉行稱為香港國際馬匹拍賣會挑戰賽、草地1200米、有時候因賽期關係亦稱作五月挑戰賽）、拍賣馬十一月挑戰賽（草地1200米，2009年未舉辦）、拍賣馬十二月挑戰賽（草地1400米）及拍賣馬三月挑戰賽（草地1600米）。在2009年12月舉行最後一場賽事後取消。類似賽事則在2019年3月23日從化馬場復活，所有香港國際馬匹拍賣會現役馬匹均可參加。

## 歷屆拍賣價最高馬匹及賽績
| 年度          | 現役馬名  | 父系               | 馬主（承購人）                           | 成交價（港元） | 戰績          | 獎金        | 參考                      |
| ------------- | --------- | ------------------ | ---------------------------------------- | -------------- | ------------- | ----------- | ------------------------- |
| 1995年        | 聖德      | Marscay            | 張其耀→許義鏞                            | $2,700,000     | 41戰2冠4亞3季 | $1,227,520  | 1 （页面存档备份，存于）  |
| 1996年        | 豪情再勝  | Irish River        | 呂少文                                   | $3,000,000     | 44戰3冠3亞4季 | $1,729,465  | 2 （页面存档备份，存于）  |
| 1997年        | 軍鼓聲    | Royal Academy      | 陳俊銘                                   | $3,600,000     | 27戰1冠2亞    | $769,060    | 3 （页面存档备份，存于）  |
| 1998年        | 風雲      | Danehill           | 馮國保先生及夫人                         | $2,350,000     | 16戰全負      | $0          | 4 （页面存档备份，存于）  |
| 1999年        | 龍騰寶馬  | Marju              | 古勝祥                                   | $2,050,000     | 72戰4冠8亞4季 | $3,658,285  | 5 （页面存档备份，存于）  |
| 2000年        | 綠色世紀  | Danehill           | 李榮翰                                   | $3,800,000     | 31戰4冠5亞2季 | $4,245,250  | 6 （页面存档备份，存于）  |
| 2001年        | 勁歡騰    | Danehill           | 陳昌明與陳昌育                           | $4,500,000     | 35戰6冠7亞3季 | $7,482,400  | 7 （页面存档备份，存于）  |
| 2002年        | 威信王子  | Desert King        | 黃永鏗醫生與張佐治                       | $4,800,000     | 3戰全負       | $0          | 8 （页面存档备份，存于）  |
| 2003年        | 天行者    | Danehill           | 趙式明                                   | $3,600,000     | 25戰2冠3亞3季 | $1,234,700  | 9 （页面存档备份，存于）  |
| 2004年        | 罐頭刀    | King's Best        | 蘇舜                                     | $6,000,000     | 8戰1冠2亞1季  | $684,800    | 10 （页面存档备份，存于） |
| 2005年        | 萬事盈    | Danehill           | 伍燕梅                                   | $3,000,000     | 12戰1冠1季    | $476,050    | 11 （页面存档备份，存于） |
| 2006年        | 絕塵      | Danehill           | 鄭強輝                                   | $7,500,000     | 29戰5冠5亞1季 | $5,884,050  | 12 （页面存档备份，存于） |
| 2007年        | 祖國繁榮  | Flying Spur        | 羅焯                                     | $7,200,000     | 13戰1冠3亞1季 | $1,328,750  | 13 （页面存档备份，存于） |
| 2007年        | 喜寶寶    | Redoute's Choice   | 羅建生                                   | $6,800,000     | 31戰3冠2亞1季 | $1,979,625  | 14 （页面存档备份，存于） |
| 2008年        | 萬子千紅  | Redoute's Choice   | 鄭強輝                                   | $5,500,000     | 32戰4冠1亞3季 | $1,843,775  | 15 （页面存档备份，存于） |
| 2009年        | 首飾騰寶  | Exceed And Excel   | 董滿輝                                   | $5,700,000     | 從未出賽      | $0          | 16 （页面存档备份，存于） |
| 2011年        | 天佑八方  | O'Reilly           | 楊建榮先生及夫人                         | $7,500,000     | 4戰未上名     | $65,625     | 17 （页面存档备份，存于） |
| 2012年        | 北京金寶  | Fastnet Rock       | 趙勇                                     | $9,000,000     | 從未出賽      | $0          | 18 （页面存档备份，存于） |
| 2012年/2013年 | 旅遊尖子  | Encosta de Lago    | 黃士心                                   | $5,000,000     | 7戰2季        | $189,250    | 19 （页面存档备份，存于） |
| 2012年/2013年 | 華麗登場  | Exceed And Excel   | 葉鋼華                                   | $6,200,000     | 16戰3冠2亞    | $2,438,200  | 20 （页面存档备份，存于） |
| 2013年/2014年 | 金珀龍華  | Exceed And Excel   | 謝國輝                                   | $7,000,000     | 20戰4冠1亞1季 | $3,012,525  | 21 （页面存档备份，存于） |
| 2013年/2014年 | 帝聖之寶  | Commands           | 黃順源夫婦與黃成藝                       | $5,200,000     | 11戰1冠1亞    | $772,400    | 22 （页面存档备份，存于） |
| 2015年        | 塑料喜    | Pins               | 鄭建生                                   | $7,000,000     | 52戰3冠8亞4季 | $3,668,210  | 23 （页面存档备份，存于） |
| 2016年        | 京京千里  | Starcraft          | 劉玉文                                   | $8,500,000     | 21戰3冠2亞3季 | $3,898,175  | 24 （页面存档备份，存于） |
| 2017年        | 家品皇者  | Hussonet           | 劉栢輝                                   | $10,500,000    | 2戰1冠        | $501,600    | 25 （页面存档备份，存于） |
| 2018年        | 電路一號  | Holy Roman Emperor | 張國強、何燕生與張國平（承購人：張國榮） | $11,000,000    | 25戰3亞1季    | $944,845    | 26 （页面存档备份，存于） |
| 2018年        | 綠駿精英  | Shamardal          | 綠駿團體（鄧明與合夥人）                 | $2,800,000     | 13戰未上名    |             | 27 （页面存档备份，存于） |
| 2019年        | 達道之星  | O'Reilly           | 鄭加文、Alessandro Palluzzi與趙渡        | $7,000,000     | 從未出賽      |             | 28 （页面存档备份，存于） |
| 2019年        | 天天精彩  | Snitzel            | 塘頭團體（王聰德、王明澤與合夥人）       | $7,000,000     | 36戰5冠6亞5季 | $5,995,255  | 29 （页面存档备份，存于） |
| 2019年        | 皓月千里  | Kodiac             | 程凱信                                   | $4,800,000     | 6戰未上名     | $33,845     | 30 （页面存档备份，存于） |
| 2020年@       | 巴基勇士  | Kodiac             | Kerm Din與Nazir Begum Din                | $6,500,000     | 16戰1季       | $196,500    | 31 （页面存档备份，存于） |
| 2020年@       | 五邑之星  | I Am Invincible    | 司徒建新                                 | $7,200,000     | 18戰1冠2亞    | $1,070,900  | 32 （页面存档备份，存于） |
| 2020年@       | 阿李蝦蝦  | Hinchinbrook       | 劉錫康與李天澤醫生                       | $5,000,000     | 11戰未上名    | $48,650     | 33 （页面存档备份，存于） |
| 2021年        | 桃花多#   | Sebring            | 曾祥顯                                   | $5,000,000     | 32戰2冠5亞2季 | $2,624,900  | 34 （页面存档备份，存于） |
| 2022年        | 勇威神駒# | Deep Field         | 余潤興與余林藉新（以余潤興名義購入）     | $7,800,000     | 23戰3冠3亞2季 | $3,371,055  | 35 （页面存档备份，存于） |
| 2023年        | 手機錶霸# | Zoustar            | 楊潔明                                   | $8,400,000     | 16戰6冠4亞4季 | $11,199,400 | 36 （页面存档备份，存于） |
| 2024年        | 綫路英雄# | Starspangledbanner | 張國榮與張國強（承購人：張國榮）         | $5,400,000     | 未出賽        | $0          | 37 （页面存档备份，存于） |
| 2025年        | 龍之尊#   | I Am Invincible    | 廖振恒                                   | $5,000,000     | 未出賽        | $0          | 38                        |

#現役馬匹

*2007年，因澳洲爆發馬匹流感，共分為兩部份。
@2020年，受到新冠疫情影響，多番延期舉行。第一次在5月進行。第二次在7月進行，並分拆為第一部份及第二部份，故劉錫康購入的是第二部份最高價的馬匹

## 主要紀錄
最高成交價馬匹：電路一號（2018年3月）、1100萬港元
最低成交價馬匹：劍二十（2017年）、20萬港元

## 拍賣馬狀元
在香港國際馬匹拍賣會售出的馬匹，於拍賣年度的下一個年度馬季結束時，贏得獎金累積總額最高者，將可獲頒獎金一百萬港元特別獎金，俗稱「拍賣馬狀元」。此獎項在2014年最後頒發。

## 曾贏得分級賽及四歲馬系列賽之香港國際馬匹拍賣會馬匹
- 必全勝（董事盃等）
- 好友（主席錦標）
- 星運爵士（香港一哩錦標）
- 燦惑（百週年紀念短途盃、香港經典一哩賽等）
- 好爸爸（香港一哩錦標、冠軍一哩賽、董事盃、女皇銀禧紀念盃等）
- 首飾奇寶（香港打吡預賽）
- 智多飛（香港冠軍暨遮打盃）
- 喜多盈（一月盃）
- 超有利（百週年紀念銀瓶）
- 巴基之星（女皇盃、香港冠軍暨遮打盃）
- 浪漫勇士（香港經典一哩賽、香港打吡大賽、女皇盃、香港盃、香港金盃）
- 手機錶霸（華商會挑戰盃）

## 優點與缺點
香港國際馬匹拍賣會好處馬主不需要親自到外地或透過中間人亦可以購買馬匹，此外馬匹由於在香港作進一步檢查，確保馬匹可以在香港作賽，減少馬匹毛病。然而，同一匹馬在香港國際馬匹拍賣會標出的底價價會較周歲馬拍賣會時底價為高，因此成本較為昂貴；而且馬匹的表現很可能未符合身價，特別是售出價高於7百萬元以上並且是當年的「拍賣標王」馬。另外亦有馬主在同一個拍賣會投標9匹馬都未能買下心頭好。

## 外部連結
- 香港國際賽事官方網站 （页面存档备份，存于）